# Artur Barrio
Artur Barrio (* 1945 in Porto) ist ein portugiesisch-brasilianischer Konzept-, Performance- und Installationskünstler.

## Leben und Werk
1952 emigrierte Artur Barrios Vater mit seiner jungen Familie über die damals portugiesische Kolonie Angola 1955 nach Rio de Janeiro, um nicht weiterhin unter dem Estado Novo leben zu müssen. Artur Barrio studierte an der Escola Nacional de Belas Artes bei Onofre Penteado, Abelardo Zaluar (1924–1980), Mário Barata (1921–2007) und Ítalo Campofiorito (* 1933) und entwickelte sein künstlerisches Werk in Kenntnis der Kunstströmungen Dadaismus, Fluxus, Situationistische Internationale, Wiener Aktionismus, japanische Gutai Art Association und Konzeptkunst.
Barrio gehört der Generation brasilianischer Künstler an, wie auch Waltércio Caldas, José Resende, Tunga und Cildo Meireles, die nach dem Regierungssturz 1964, während der Zeit der Militärdiktatur mit ihren Werken an die Öffentlichkeit getreten sind. 1974, während der Nelkenrevolution gegen die Diktatur in Portugal, kehrte er dorthin zurück. 1975 zog er nach Paris und 1981 nach Amsterdam. Derzeit lebt er in Amsterdam, Aix-en-Provence und Rio de Janeiro.

1969 verfasste Barrio einen Essay, der die theoretische Fundierung für seine Kunst und seinen Materialgebrauch ist. In seinem Manifesto/Manifest spricht er sich gegen alle Kunstinstitutionen, die Kunstkritik eingeschlossen, aus, die den Kunstbegriff als Zyklus von Kreativität und Kapitalakkumulation begreifen und zum kapitalistischen Objekt machen. Wieder beleben will er die Emotionalität, die vom Künstler zum Betrachter überspringt und beide irritiert. 

„Mein Werk hängt mit einer subjektiv/objektiven Körper-/Geist-Situation zusammen; ich betrachte diese Beziehung als ein Ding an sich, da sie einen energetischen Prozess anstößt, der psycho-organische Situationen verstärkt, die den Betrachter involvieren, und somit zu einer stärkeren Partizipation am gezeigten Werk führt.“

Der Materialwert seiner Kunst ist sehr gering. Barrio arbeitet vorwiegend mit Materialien, die traditionell als Kunstmaterialien selten Verwertung finden, wie Tierblut, Kabel, Decken, Fleisch, Brot, abgeschnittene Fingernägel, Speichel, Urin, Fäkalien, Nasensekret, Knochen, benutztes und unbenutztes Toilettenpapier, Monatsbinden, Essensreste, Tinte, Negative von Filmen, verschmutzte Baumwolltücher, feuchte Papiertücher, Sägemehl, Kaffeesatz et cetera.

## 4 Dias 4 Noites / 4 Tage 4 Nächte
Im Mai 1970 ging Barrio vier Tage und vier Nächte lang, ohne Pausen zur Erholung, zum Schlafen oder zur Nahrungsaufnahme zu machen, ohne geplante Route oder Ziel. Von dieser Performance bestehen keine Aufnahmen, einzig die Erinnerung dieser Grenzerfahrung von Barrio selbst.

## Situação T/T1 / Situation T/T1
1970 verteilte der Künstler ungefähr 500 blutige Bündel aus beschmutzten Decken, gefüllt mit Fleisch, Knochen, Tierblut und Exkrementen um Rio de Janeiro herum. Nicht in den ärmeren Gebieten, wo Leichen und Blut damals nichts Ungewöhnliches waren, sondern dort, wo diejenigen wohnen, die sich kaum mit den  politischen Missständen auseinandersetzten. Cesar Carneiro nahm die Aktion auf.

## Ausstellungen (Auswahl)
- 1981, 1983, 1985, 1996, 1998, 2004 und 2010: Biennale von São Paulo, São Paulo
- 2000: Museu Serralves, Porto
- 2002: Documenta 11, Kassel
- 2005: Palais de Tokyo, Paris
- 2008: Museo Rufino Tamayo, Mexiko-Stadt
- 2011: 54. Biennale di Venezia, Brasilianischer Pavillon